# Márton Szepsi Csombor
Márton Szepsi Csombor (Martinus Szepsi Ungarus, Martinus Czombor, węg.: Szepsi Csombor Márton, ur. 1595 w Szepsi, Węgry; zm. 1622 w Varannó, Węgry) – węgierski pastor protestancki, podróżnik, autor pierwszej węgierskiej książki podróżniczej.
W latach 1607–1609 pobierał naukę języka niemieckiego w Kieżmarku. W 1611 roku obył podróż do miejscowości Nagybánya w Siedmiogrodzie, gdzie przez 2 lata uczył się łaciny i greki. 29 maja 1616 wyruszył piechotą w drogę z Eperjes na Węgrzech do Gdańska, po drodze odwiedzając wiele polskich miast. Studiował w Gimnazjum Akademickim w Gdańsku do 1618 roku, kiedy to wyruszył w podróż po Europie, kolejno odwiedził Danię, Holandię, Anglię, Francję, Niemcy, Czechy. W sierpniu 1618 roku powrócił na Węgry. Pod koniec 1618 roku został dyrektorem szkoły w Kassa, gdzie zajął się pisaniem książki o swoich podróżach po Europie, zaniedbując swoje obowiązki. W 1619 roku otrzymał święcenia na pastora.  Wiosną 1620 został zwolniony ze stanowiska dyrektora, w tym czasie też ukończył i wydał książkę "Europica Varietas". Jeszcze w tym samym roku został nauczycielem i opiekunem Ferenca Nyáry. Ukończył pracę nad kolejną książką "Udvari Schola", ale ta została wydana już po jego śmieci, gdyż zmarł podczas epidemii cholery w 1622 roku.
Obecnie na Węrzech znajdują się dwie szkoły imienia Mártona Szepsi Csombora:
- "Szepsi Csombor Márton Gimnázium, Szakképző és Általános Iskola" w miejscowości Szikszó
- "Szepsi Csombor Márton iskola" w miejscowości Telkibánya

Na Słowacji w miejscowości Moldava nad Bodvou (dawniej węgierskie Szepsi), w parku naprzeciwko ratusza stoi niewysoki, murowany obelisk w formie baszty z krenelażem, na którym znajduje się tablica upamiętniająca pisarza.
W latach 1964–1989 w Londynie działało Koło Literackie im. Mártona Szepsi Csombora, zrzeszające węgierskich pisarzy, którzy wyemigrowali z Węgier po Rewolucji Węgierskiej w 1956 roku.

## Europica Varietas[4]
W 1892 roku na Węgrzech ukazał się przedruk dzieła "Europica Varietas", w książce Szamota István pt. "Régi magyar utazók Európában 1532-1770".  
Fragmenty książki "Europica Varietas" w języku polskim ukazały się w czasopiśmie "Ziemia" w 1911 roku, była to seria artykułów pt. "Z podróży Węgrów w Polsce", autor dr Adrian Diveky (Węgier z pochodzenia). 
W 1959 roku Tibor Csorba napisał w czasopiśmie "Notatki Płockie" artykuł pt. Marton Szepsi Csombor i jego "Europica Varietas".
W 1961 roku wydana została książka "Marton Csombor Podróż po Polsce" - jest to polskie tłumaczenie fragmentów dotyczących Polski.
W 1971 roku na Węgrzech pojawił się przedruk książki.
W 2010 opublikowano francuskie tłumaczenie książki.
W 2013 roku wydana została książka "Martona Csombora podróż do Gdańska" - książka zawiera fragmenty "Europica Varietas" dotyczące miasta Gdańska. Znajdują się tam ilustracje rycin Aegidiusa Dickmanna z 1617 roku.
W 2014 roku opublikowano angielskie tłumaczenie książki.  
W 2016 roku ukazała się książka zainspirowana dziełem "Europica Varietas" pt. "POLONICA VARIETAS - Śladami Mártona Szepsi Csombora po 400 latach" autorstwa Attila Szalai, z licznymi zdjęciami wykonanymi przez Zoltána Mósera.